# Hans Peppler
Hans Peppler (5 de junio de 1883-20 de diciembre de 1930) fue un actor y director teatral y cinematográfico alemán.

## Biografía
Nacido en Stuttgart, Alemania, Peppler trabajó desde comienzos del siglo XX en el teatro, actuando antes de la Primera Guerra Mundial en diferentes localidades, como Glogovia y Sondershausen, donde también fue director. Otra de las ciudades en la que trabajó fue Hannover. Finalizada la guerra, y en los primeros años 1920 continuó con su trabajo de actor y director en el Schauspielhaus de Königsberg. En esa época también actuó en Prusia Oriental.
Hans Peppler se ocupó entre 1924 y 1925 en el Teatro Theodor Lobe de Breslavia, y entre 1925 y 1926 en el Schauspielhaus Zürich, donde fue actor y director. A partir de agosto de 1926 formó parte del Wiener Kammerspiele y del Theater in der Josefstadt, siendo director adjunto del Kammerspiele a partir de 1927. En 1925 trabajó en Zürich en el drama de Johann Wolfgang von Goethe Fausto, y en 1926 en el Kammerspiele en otra obra de Goethe, la tragedia Egmont. En ambas obras fue actor y director. Una de las actuaciones destacadas de Peppler fue su papel de Émile Zola en la obra Dreyfus.
En agosto de 1929 dejó de nuevo la capital austriaca. En la temporada 1929/1930, Hans Peppler formó parte del elenco de la compañía teatral del Volksbühne de Berlín. En esa época participó en la obra de Frank Wedekind Despertar de Primavera, en la de Karl Kraus Die Unüberwindlichen, y en la de Gerhart Hauptmann Die Weber.
Peppler también dio clases de arte dramático, contando entre sus alumnos con el actor Hans Finohr.
Hans Peppler también actuó en varias producciones cinematográficas. Entre ellas se incluye la película muda de 1927 Sacco und Vanzetti, dirigida por Alfréd Deésy, y en la que actuaban Lutz Altschul, Fritz Spira y Werner Pittschau, así como el largometraje de 1930 Brand in der Oper, dirigida por Carl Froelich e interpretada por Gustav Fröhlich, Gustaf Gründgens y Paul Mederow. Su último papel en el cine fue el de Friedrich Pourtalès en 1914, die letzten Tage vor dem Weltbrand, film dirigido por Richard Oswald e interpretado por Albert Bassermann, Heinrich George y Eugen Klöpfer. En la fecha del estreno, el 21 de enero de 1931, en el Tauentzienpalast de Berlín, el actor ya había fallecido.
Hans Peppler falleció el 20 de diciembre de 1930 como consecuencia de una apendicectomía en Wilmersdorf, Berlín.

## Filmografía
- 1927 : Das Recht zu leben
- 1927 : Im Schatten des elektrischen Stuhls
- 1927 : Tingel Tangel
- 1928 : Andere Frauen
- 1930 : Es gibt eine Frau, die dich niemals vergißt
- 1930 : Der König von Paris
- 1930 : Brand in der Oper
- 1931 : 1914, die letzten Tage vor dem Weltbrand